# Metro Bank
Metro Bank plc è una banca commerciale e al dettaglio che opera nel Regno Unito, fondata da Anthony Thomson e Vernon Hill nel 2010.  Al momento del lancio, è stata la prima nuova banca di alto livello ad essere lanciata nel Regno Unito in oltre 150 anni. È quotato alla Borsa di Londra.
Dopo un periodo di rapida crescita, Metro Bank ha incontrato difficoltà all'inizio del 2019 quando ha annunciato di non avere capitale sufficiente per soddisfare i requisiti normativi, a seguito della scoperta di un errore nel modo in cui ha classificato i suoi prestiti commerciali ai fini dell'adeguatezza patrimoniale . Di conseguenza, ha dovuto raccogliere ulteriori 350 milioni di sterline di capitale. Le preoccupazioni per l'annuncio e la capacità della banca di aumentare il capitale hanno portato il prezzo delle azioni della banca a scendere del 75% in meno di quattro mesi e i grandi depositanti hanno ritirato contanti, a causa del "sentimento negativo".

## Storia
Metro Bank ha ottenuto la sua licenza dalla Financial Services Authority il 5 marzo 2010, la prima banca di alto livello a ottenere tale licenza da oltre 150 anni. Prevedeva di aprire tra le 200 e le 250 filiali nella Greater London entro dieci anni dall'avvio. La sua prima filiale è stata aperta il 29 luglio 2010 a Holborn, nel centro di Londra.
Nel 2012, la banca ha raccolto ulteriori $ 200 milioni di finanziamenti da investitori tra cui Fidelity, Steven A. Cohen di hedge fund SAC Capital Advisors e investitori immobiliari di New York, LeFraks e David e Simon Reubens. Nello stesso anno, la rivista Forbes ha riferito che la filiale di Holborn, fiore all'occhiello della Metro, aveva "...raccolto 200 milioni di dollari in depositi, quattro volte il totale della filiale americana mediamente matura".
Il 2 maggio 2013 il Daily Telegraph ha riferito che, dopo una perdita di 8,8 milioni di sterline nel primo trimestre del 2013, le perdite pre-tax di Metro Bank avevano superato i 100 milioni di sterline in meno di tre anni dal suo lancio, ma la banca ha dichiarato che queste erano previsti, ed erano "il risultato delle sue iniziative di crescita". In un'intervista al Financial Times, Hill ha affermato che la banca era "... in linea con il piano aziendale per far crescere rapidamente questa azienda". Ha aggiunto: "Il nostro obiettivo principale è espandere il business ...e il profitto arriverà sicuramente".
Metro Bank ha aumentato i propri titolari di conto del 50% nella prima metà del 2013 per un totale di 200.000 conti clienti, inclusi 15.000 conti aziendali. L'obiettivo era quello di aprire 200 filiali nel Regno Unito entro il 2020
A gennaio 2019, Metro Bank ha ammesso di aver classificato in modo errato un portafoglio di prestiti commerciali a fini patrimoniali, non riuscendo così a detenere capitale sufficiente per soddisfare i requisiti normativi; l'errore si applicava a circa il 10% del suo portafoglio prestiti.  L'errore di calcolo è stato individuato attraverso un riesame da parte della Prudential Regulation Authority (PRA) ma Metro Bank ha erroneamente dato l'impressione che la banca stessa avesse individuato la classificazione errata.  Per correggere l'errore nella classificazione del capitale, Metro Bank ha annunciato un'emissione di azioni da 350 milioni di sterline e ha affermato che avrebbe ridotto i suoi piani di crescita. È stato inoltre riferito che il PRA e la Financial Conduct Authority dovevano indagare sulle circostanze dell'errore. 
In seguito all'ammissione e all'annuncio dell'emissione di azioni, il prezzo delle azioni di Metro Bank è sceso bruscamente, perdendo il 40% del suo valore nel mese successivo all'annuncio e il 75% in meno di quattro mesi. A marzo 2019, la BBC ha riferito che le azioni della Metro Bank erano le seconde azioni più corte sul mercato azionario del Regno Unito. Inoltre, i grandi depositanti hanno iniziato a prelevare fondi: Metro Bank ha ammesso che c'era stato un calo del 4% nei suoi depositi nel primo trimestre del 2019 a causa del "sentimento negativo".

## Servizi
Metro Bank fornisce servizi bancari a clienti privati e aziendali. È autorizzato dalla Prudential Regulation Authority e regolamentato sia dalla Financial Conduct Authority che dalla Prudential Regulation Authority.

## Acquisizioni
Metro Bank ha acquisito SME Finance nell'agosto 2013 e ha rinominato l'attività come Metro Bank SME Finance nel maggio 2014.
È stato annunciato nell'agosto 2020 che Metro Bank aveva accettato di acquisire Retail Money Market Ltd, un fornitore con sede a Londra di prestiti peer-to-peer che scambiava come RateSetter . Il prezzo sarebbe compreso tra £ 2,5 milioni e £ 12 milioni, a seconda delle prestazioni nei prossimi tre anni. L'acquisto era soggetto all'approvazione delle autorità competenti e all'accordo degli azionisti di Retail Money Market Ltd e si prevedeva che sarebbe stato completato nel quarto trimestre del 2020. Metro Bank manterrebbe il marchio RateSetter e le sue operazioni, ma i nuovi prestiti personali non garantiti sarebbero finanziati dai depositi della banca, non tramite peer-to-peer.